# Ornithidium patulum
Ornithidium patulum är en orkidéart som först beskrevs av Charles Schweinfurth, och fick sitt nu gällande namn av Mario Alberto Blanco och Isidro Ojeda. Ornithidium patulum ingår i släktet Ornithidium och familjen orkidéer. Inga underarter finns listade i Catalogue of Life.